# هانس هلنشتاین
هانس هلنشتاین (انگلیسی: Hans Hollenstein؛ زادهٔ ۱ آوریل ۱۹۲۹) دوچرخه‌سوار اهل سوئیس است.